# 멜레티
멜레티(Meleti, 로디자노: Melét; 현지에서 Mlìd)는 롬바르디아주 로디도에 있는 코무네로, 밀라노에서 남동쪽으로 약 60 킬로미터 (37 mi), 로디에서 남동쪽으로 약 30 킬로미터 (19 mi) 떨어져 있다.
멜레티는 다음 코무네들과 경계를 이룬다: 크로타다다, 코르노베키오, 마카스토르나, 카스텔누오보보카다다, 카셀레란디.